# Oprogramowanie z półki
Oprogramowanie z półki (COTS, akronim od angielskiego Commercial off-the-shelf) – komercyjne produkty dostępne od ręki lub dostępne w sprzedaży. Taki program sprzedawany jest klientowi bez żadnego dostosowywania do jego potrzeb, dzięki czemu jest on tańszy od rozwiązań dostosowywanych funkcjonalnością do wymagań klienta.